# Sextus de Chéronée
Sextus de Chéronée est un philosophe stoïcien, neveu de Plutarque, et l’un des maitres de l’empereur Marc Aurèle, actif vers 160.

## Famille
Sextus est issue d'une famille aristocratique de Chéronée, il est le neveu par sa mère de Plutarque.
Il est probablement l'arrière grand-père de Sextus Claudius Autobulus (Sextos Klaudios Autoboulos), notable de Chéronée, et père du philosophe Sextus Claudius Autobulus (Sextos Klaudios Autoboulos), né vers 185, et qualifié de descendant à la sixième génération de Plutarque.

## Biographie
Philostrate d'Athènes décrit comment Marc Aurèle a reçu, sur le tard, au cours de la dernière partie de son règne, l’enseignement de Sextus, qui professait alors à Rome. Ce contact a eu lieu aux alentours de 177-8, avant le dernier voyage de Marc Aurèle pour la guerre: 

« L’Empereur Marcus était un disciple avide de Sextus le philosophe béotien, étant souvent en sa compagnie et fréquentant sa maison. Lucius, qui venait d’arriver à Rome, demanda à l’empereur, qu’il rencontra sur son chemin, où il allait, ce à quoi Marc Aurèle répondit, « il est bon même pour un vieil homme d’apprendre, je vais à présent chez le philosophe Sextus pour apprendre ce que je ne sais pas encore. » Et Lucius, levant la main au ciel, dit : « Ô Zeus, le roi des Romains dans sa vieillesse prend ses tablettes et va à l’école. » »

Dans son unique ouvrage, Pensées pour moi-même, Marc Aurèle parle avec enthousiasme de Sextus, et décrit ce qu'il a appris de lui :

« De Sextus, j’ai appris ce que c’est que la bienveillance, une famille paternellement gouvernée et le vrai sens du précepte Vivre selon la nature ; la gravité sans prétention ; la sollicitude qui devine les besoins de nos amis ; la patience à supporter les fâcheux et leurs propos irréfléchis ; la faculté de s’entendre si bien avec tout le monde que son simple commerce semblait plus agréable que ne peut l’être aucune flatterie, et que ceux qui l’entretenaient n’avaient jamais plus de respect pour lui que dans ces rencontres ; l’habileté à saisir, à trouver, chemin faisant, et à classer les préceptes nécessaires à la pratique de la vie ; le soin de ne jamais montrer d’emportement ni aucune autre passion excessive ; le talent d’être à la fois le plus impassible et le plus affectueux des hommes ; le plaisir à dire du bien des gens mais sans bruit ; enfin une instruction immense sans ostentation. »

Il s’agit probablement du même Sextus répertorié avec Plutarque, Agathobule et Œnomaos de Gadara, dans le Livre du temps de Jérôme de Stridon comme actif au cours de la troisième année du règne d’Hadrien (119). Apulée rend également hommage à Sextus et à Plutarque au début des Métamorphoses. La Suda identifie Sextus de Chéronée comme étant la même personne que Sextus Empiricus, mais ceci est largement considéré comme une erreur, même si elle a une certaine plausibilité. Sextus de Chéronée était, semble-t-il, si élevé dans les faveurs de Marc Aurèle, qu’il siégeait dans les jugements avec lui.
Deux ouvrages sont attribués à Sextus, l’Éthique (en grec : Ἠθικά) et les Investigations (en grec : Ἐπισκεπτικά), mais là encore, on ignore s’il s'agit de Sextus de Chéronée ou de Sextus Empiricus.